# Assam (Tee)

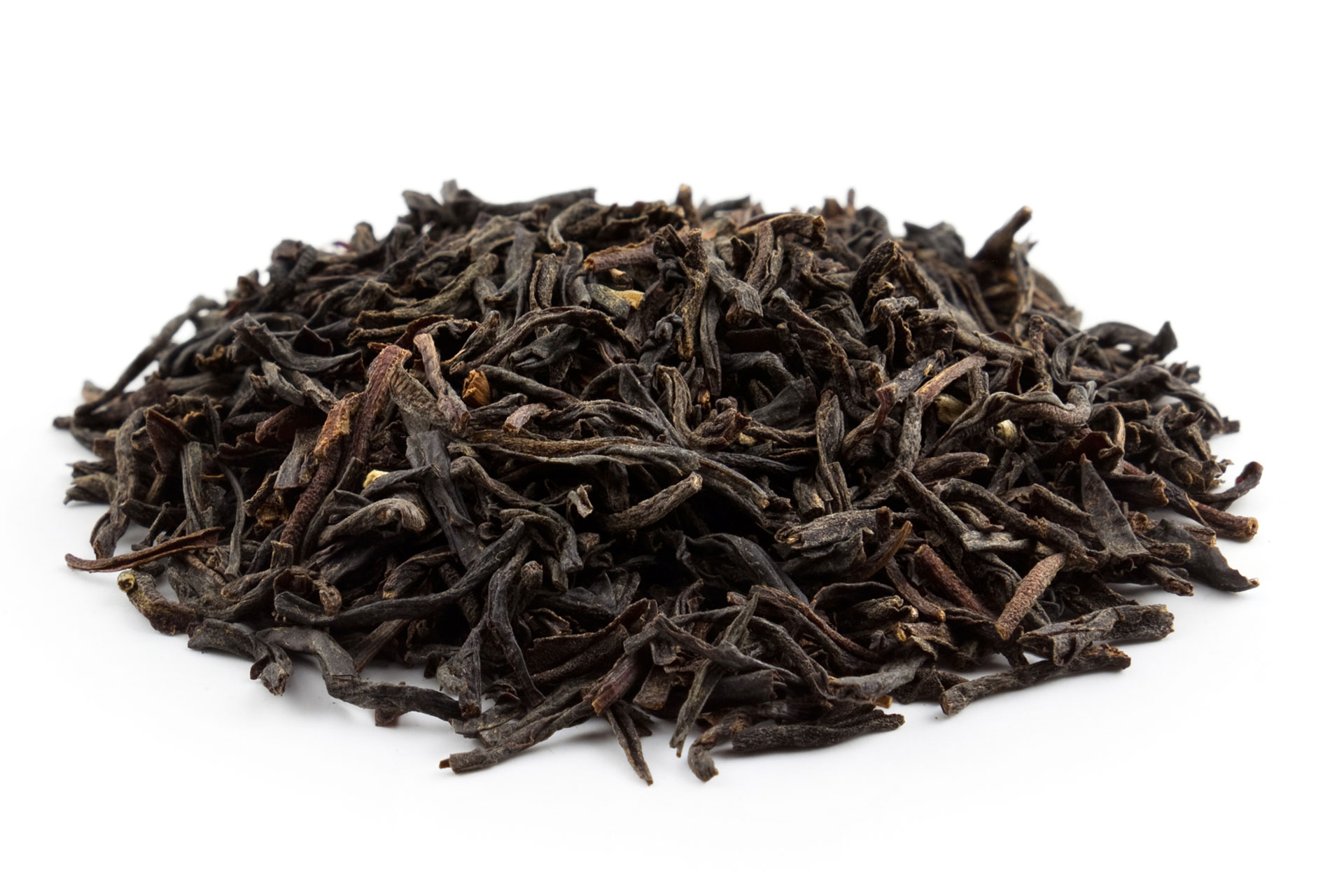
Assam-Teeblätter

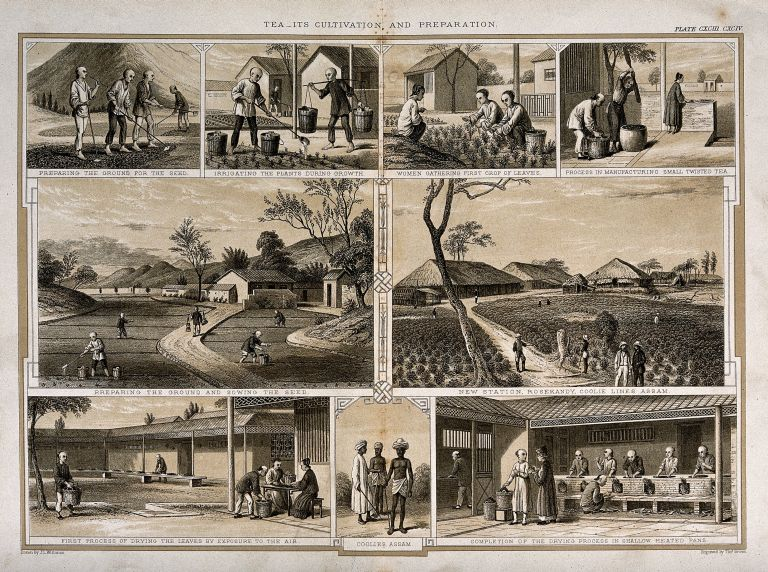
Historischer Stich: Teeanbau in Assam

Assam oder Assamtee (Assamesisch: অসম, Hindi: आसाम auch असम) bezeichnet eine Teesorte aus dem gleichnamigen Anbaugebiet in Nordost-Indien. 
Schwarze Assam-Tees zeichnen sich durch einen kräftigen, meist malzigen und z. T. an Honig erinnernden Geschmack aus. Sie sind sehr ergiebig und relativ unempfindlich gegen hartes Wasser. Seltener werden Assam-Tees als grüne Tees angeboten.

## Geschichte
Im Jahr 1823 wurden in Assam wild wachsende Teesträucher entdeckt. Ein schottischer Reisender beobachtete, dass Angehörige des Singpho-Volkes sich aus Blättern dieser Sträucher Tee zubereiteten. Bis dahin war angenommen worden, Tee wachse ausschließlich in China oder Japan. Anfang der 1830er Jahre bestätigte der Botanische Garten von Kalkutta, dass es sich um eine Unterart des aus China bekannten Teestrauchs Camelia sinensis handelt. Daraufhin holte man Teegärtner und Teesamen aus China nach Assam. Mit der Zeit stellte sich heraus, dass eine Kreuzung aus chinesischen und wilden einheimischen Teesträuchern die besten Erträge lieferte. Heute ist Assam das größte zusammenhängende Tee-Anbaugebiet der Welt.

## Verwendung
Assam-Tees sind Hauptbestandteil der Ostfriesen-Mischungen.